# Колягдуз-Махале
Колягдуз-Махале (перс. كلاهدوزمحله) — село в Ірані, у дегестані Малфеджан, у Центральному бахші, шагрестані Сіяхкаль остану Ґілян. За даними перепису 2006 року, його населення становило 201 особу, що проживали у складі 56 сімей.